# Sergio Hernández (piłkarz)
Sergio Adrián Hernández Hernández (ur. 18 września 2002 w Gómez Palacio) – meksykański piłkarz występujący na pozycji cofniętego napastnika lub skrzydłowego, od 2023 roku zawodnik Pachuki.